# آيت وعرضى
آيت وعرضى هي إجماعة قروية في دائرة أفورار التابعة لإقليم أزيلال في المملكة المغربية. يتبع آيت وعرضى مشيخة وحدة و11 دوار، وبلغ عدد سكانها 1786 فرداً سنة 2004 حسب الإحصاء الرسمي للسكان والسكنى.

## التقسيمات الإداريّة
تعتبر آيت وعرضى إحدى الجماعات القروية المشكّلة لدائرة أفورار، وهو التقسيم الإداري من المستوى الخامس المعتمد في المغرب. تنقسم دائرة أفورار إلى 4 جماعات قروية تختلف من حيث السكان والمساحة، والتي بدورها تنقسم إلى مشيخات تضم عدداً من الدواوير.